# قائمة قرارات مجلس الأمن التابع للأمم المتحدة لعام 2000
تتضمن قائمة قرارات مجلس الأمن التابع للأمم المتحدة لعام 2000 جميع القرارات الصادرة عن مجلس الأمن التابع للأمم المتحدة خلال العام 2000.

## القائمة
| رقم القرار | الرمز            | نص القرار                         | موضوع القرار |
| ---------- | ---------------- | --------------------------------- | --- |
| 1285       | S/RES/1285(2000) | نص الوثيقة على موقع الأمم المتحدة | الحالة في كرواتيا |
| 1286       | S/RES/1286(2000) | نص الوثيقة على موقع الأمم المتحدة | الحالة في بوروندي |
| 1287       | S/RES/1287(2000) | نص الوثيقة على موقع الأمم المتحدة | الحالة في جورجيا |
| 1288       | S/RES/1288(2000) | نص الوثيقة على موقع الأمم المتحدة | الحالة في الشرق الأوسط |
| 1289       | S/RES/1289(2000) | نص الوثيقة على موقع الأمم المتحدة | الحالة في سيراليون |
| 1290       | S/RES/1290(2000) | نص الوثيقة على موقع الأمم المتحدة | قبول أعضاء جدد (توفالو) |
| 1291       | S/RES/1291(2000) | نص الوثيقة على موقع الأمم المتحدة | الحالة المتعلقة بجمهورية الكونغو الديمقراطية                                                                                               |
| 1292       | S/RES/1292(2000) | نص الوثيقة على موقع الأمم المتحدة | الحالة المتعلقة بالصحراء الغربية |
| 1293       | S/RES/1293(2000) | نص الوثيقة على موقع الأمم المتحدة | الحالة بين العراق والكويت |
| 1294       | S/RES/1294(2000) | نص الوثيقة على موقع الأمم المتحدة | الحالة في أنغول |
| 1295       | S/RES/1295(2000) | نص الوثيقة على موقع الأمم المتحدة | الحالة في أنغول |
| 1296       | S/RES/1296(2000) | نص الوثيقة على موقع الأمم المتحدة | حماية المدنيين في الصراع المسلح |
| 1297       | S/RES/1297(2000) | نص الوثيقة على موقع الأمم المتحدة | الحالة بين إثيوبيا وإريتري |
| 1298       | S/RES/1298(2000) | نص الوثيقة على موقع الأمم المتحدة | الحالة بين إثيوبيا وإريتري |
| 1299       | S/RES/1299(2000) | نص الوثيقة على موقع الأمم المتحدة | الحالة في سيراليون |
| 1300       | S/RES/1300(2000) | نص الوثيقة على موقع الأمم المتحدة | الحالة في الشرق الأوسط |
| 1301       | S/RES/1301(2000) | نص الوثيقة على موقع الأمم المتحدة | الحالة المتعلقة بالصحراء الغربية |
| 1302       | S/RES/1302(2000) | نص الوثيقة على موقع الأمم المتحدة | الحالة بين العراق والكويت |
| 1303       | S/RES/1303(2000) | نص الوثيقة على موقع الأمم المتحدة | الحالة في قبرص |
| 1304       | S/RES/1304(2000) | نص الوثيقة على موقع الأمم المتحدة | الحالة المتعلقة بجمهورية الكونغو الديمقراطية                                                                                               |
| 1305       | S/RES/1305(2000) | نص الوثيقة على موقع الأمم المتحدة | الحالة في البوسنة والهرسك |
| 1306       | S/RES/1306(2000) | نص الوثيقة على موقع الأمم المتحدة | الحالة في سيراليون |
| 1307       | S/RES/1307(2000) | نص الوثيقة على موقع الأمم المتحدة | الحالة في كرواتيا |
| 1308       | S/RES/1308(2000) | نص الوثيقة على موقع الأمم المتحدة | مسؤولية مجلس الأمن عن صون السلم والأمن الدوليين: فيروس نقص المناعة البشرية /متلازمةنقص المناعة المتكسب (الإيدز) وعمليات حفظ السلام الدولية |
| 1309       | S/RES/1309(2000) | نص الوثيقة على موقع الأمم المتحدة | الحالة في فيما يتعلق بالصحراء الغربية |
| 1310       | S/RES/1310(2000) | نص الوثيقة على موقع الأمم المتحدة | الحالة في الشرق الأوسط |
| 1311       | S/RES/1311(2000) | نص الوثيقة على موقع الأمم المتحدة | الحالة في جورجيا |
| 1312       | S/RES/1312(2000) | نص الوثيقة على موقع الأمم المتحدة | الحالة بين إثيوبيا وإريتري |
| 1313       | S/RES/1313(2000) | نص الوثيقة على موقع الأمم المتحدة | تقرير الأمين العام عن بعثة الأمم المتحدة في سيراليون                                                                                       |
| 1314       | S/RES/1314(2000) | نص الوثيقة على موقع الأمم المتحدة | الأطفال والصراعات المسلحة |
| 1315       | S/RES/1315(2000) | نص الوثيقة على موقع الأمم المتحدة | الحالة في سيراليون |
| 1316       | S/RES/1316(2000) | نص الوثيقة على موقع الأمم المتحدة | الحالة المتعلقة بجمهورية الكونغو الديمقراطية                                                                                               |
| 1317       | S/RES/1317(2000) | نص الوثيقة على موقع الأمم المتحدة | الحالة في سيراليون |
| 1318       | S/RES/1318(2000) | نص الوثيقة على موقع الأمم المتحدة | كفالة اضطلاع مجلس الأمن بدور فعال في صون السلم والأمن الدوليين، ولا سيما في أفريقيا                                                        |
| 1319       | S/RES/1319(2000) | نص الوثيقة على موقع الأمم المتحدة | الحالة في تيمور الشرقية |
| 1320       | S/RES/1320(2000) | نص الوثيقة على موقع الأمم المتحدة | الحالة بين إريتريا وإثيوبي |
| 1321       | S/RES/1321(2000) | نص الوثيقة على موقع الأمم المتحدة | الحالة في سيراليون |
| 1322       | S/RES/1322(2000) | نص الوثيقة على موقع الأمم المتحدة | الحالة في الشرق الأوسط بما في ذلك قضية فلسطين                                                                                              |
| 1323       | S/RES/1323(2000) | نص الوثيقة على موقع الأمم المتحدة | الحالة المتعلقة بجمهورية الكونغو الديمقراطية                                                                                               |
| 1324       | S/RES/1324(2000) | نص الوثيقة على موقع الأمم المتحدة | الحالة في فيما يتعلق بالصحراء الغربية |
| 1325       | S/RES/1325(2000) | نص الوثيقة على موقع الأمم المتحدة | المرأة والسلام والأمن |
| 1326       | S/RES/1326(2000) | نص الوثيقة على موقع الأمم المتحدة | قبول أعضاء جدد |
| 1327       | S/RES/1327(2000) | نص الوثيقة على موقع الأمم المتحدة | ضمان دور فعال لمجلس الأمن في صون السلم والأمن الدوليين                                                                                     |
| 1328       | S/RES/1328(2000) | نص الوثيقة على موقع الأمم المتحدة | الحالة في الشرق الأوسط |
| 1329       | S/RES/1329(2000) | نص الوثيقة على موقع الأمم المتحدة | المحكمة الدولية لمحاكمة الأشخاص المسؤولين عن الانتهاكات الجسيمة للقانون الإنساني الدولي التي ارتكبت في إقليم يوغوسلافيا السابقة            |
| 1330       | S/RES/1330(2000) | نص الوثيقة على موقع الأمم المتحدة | الحالة بين العراق والكويت |
| 1331       | S/RES/1331(2000) | نص الوثيقة على موقع الأمم المتحدة | الحالة في قبرص |
| 1332       | S/RES/1332(2000) | نص الوثيقة على موقع الأمم المتحدة | الحالة المتعلقة بجمهورية الكونغو الديمقراطية                                                                                               |
| 1333       | S/RES/1333(2000) | نص الوثيقة على موقع الأمم المتحدة | الحالة في أفغانستان |
| 1334       | S/RES/1334(2000) | نص الوثيقة على موقع الأمم المتحدة | الحالة في سيراليون |

## المرجع
1. ↑  "قرارات مجلس الأمن". الأمم المتحدة. مؤرشف من الأصل في 2018-10-23. اطلع عليه بتاريخ 22 شباط / فبراير 2017. {{استشهاد ويب}}: تحقق من التاريخ في: |تاريخ الوصول= (مساعدة)